# Kohleverflüssigung
Kohleverflüssigung, auch Kohlehydrierung, heute überwiegend Coal-to-Liquid (kurz CtL) genannt, ist ein carbochemischer Prozess zur Umwandlung von Braun- oder Steinkohle in flüssige Grundchemikalien und synthetische Kraftstoffe wie Benzin, Diesel, Kerosin. Die maßgeblichen Technologien sind die direkte Hydrierung der Kohle nach dem Bergius-Pier-Verfahren und die indirekte Umwandlung durch Kohlevergasung mittels der Fischer-Tropsch-Synthese.
Der weltweit erstmals im industriellen Maßstab aus Kohle hergestellte synthetische Kraftstoff war ab 1927 das Leuna-Benzin. Große Anwendung fand die Kohleverflüssigung vor dem Hintergrund der Autarkiebestrebungen in Deutschland während der NS-Zeit und in der DDR. Nach dem Zweiten Weltkrieg entwickelten auch andere Länder wie die USA und Südafrika die Verfahren zur Kohleverflüssigung weiter.
An Bedeutung gewinnen die Technologien, wenn Erdöl nicht in ausreichender Menge zur Verfügung steht und Länder mit großen Kohlevorkommen eine höchstmögliche Energieautarkie oder nationale Energiesicherheit anstreben. Moderne CtL-Anlagen entstehen seit Beginn des 21. Jahrhunderts insbesondere im asiatisch-pazifischen Raum. Zu den führenden Unternehmen der Kohleverflüssigung zählen heute Sasol (Südafrika), Shenhua Energy (Volksrepublik China), DKRW Energy (USA) und Bumi Plc (Indonesien).

## Technologie
Die Motivation der chemischen Industrie zur Kohleverflüssigung besteht darin, den Feststoff Kohle in flüssige Kohlenwasserstoffe zu überführen, um damit Erdölprodukte durch Produkte aus Kohle zu ersetzen, die als Motorentreibstoffe eingesetzt werden können. Endprodukte der Kohleverflüssigung sind hauptsächlich Motorenbenzine, Dieselkraftstoffe, Heizöl und Aromaten für die chemische Industrie. Solche Produkte können von höherer Qualität als Erdölprodukte sein, gegenwärtig betrifft dies insbesondere synthetische Flugturbinenkraftstoffe (Drop-in Fuels), zum Beispiel Jet A-1 Kerosin.
Vereinfacht dargestellt ist Kohleverflüssigung eine Sammelbezeichnung für Verfahren, mit denen durch Anlagerung von Wasserstoff an Kohle Kohlenwasserstoffe erzeugt werden. Im Wesentlichen gibt es zwei Verfahren: einmal die direkte Hydrierung der Kohle nach dem Bergius-Pier-Verfahren, zum anderen die indirekte Verarbeitung durch Kohlevergasung mittels der Fischer-Tropsch-Synthese. Ein weiteres direktes Hydrierverfahren, das heute jedoch kaum noch Anwendung findet, ist das Pott-Broche-Verfahren. Diese in Deutschland entwickelten drei Grundprozesse bilden heute auf der ganzen Welt die Standards der Coal-to-Liquid (CtL)-Technologie.

### Bergius-Pier-Verfahren
In den Jahren 1910 bis 1925 entwickelte Friedrich Bergius ein Hochdruckverfahren, welches anschließend durch Matthias Pier modifiziert wurde: das erste großtechnische Verfahren zur Kohleverflüssigung. Hierbei handelt es sich um eine direkte Hydrierung, die in zwei Phasen durchgeführt wird. In der ersten, der sogenannten Sumpfphase wird ein Brei aus entwässerter, gemahlener und mit Schmieröl vermischter Kohle bei Anwesenheit pulverisierter metallischer Katalysatoren bei Drücken von 200 bar und Temperaturen von etwa 450 °C in Schwer- und Mittelöle verflüssigt. In der zweiten, der Gasphase, erfolgt die Hydrierung der in der Sumpfphase gewonnenen Öle mit Hilfe von nunmehr festangeordneten Katalysatoren bei vergleichbaren Druck- und Temperaturverhältnissen wie in der Sumpfphase.
Das Bergius-Pier-Verfahren wurde ursprünglich für die mitteldeutsche Braunkohle entwickelt und erst später auch auf die Steinkohlehydrierung übertragen. Die erste Anlage im industriellen Maßstab ging 1927 in den Leunawerken mit einer Produktionskapazität von 100.000 Jahrestonnen sogenannten Leuna-Benzins an den Start. Bis 1944 entstanden im deutschen Einflussbereich insgesamt 14 Hydrierwerke, die nach dem Verfahren von Bergius-Pier arbeiteten. Das größte betrieb die Hydrierwerke Pölitz AG in der Nähe von Stettin mit einem Durchsatz von jährlich 700.000 Tonnen Mineralölprodukten.
Während nach dem Zweiten Weltkrieg in Westdeutschland die Kohlehydrierung industriell keine Anwendung mehr fand, wurden in der SBZ und späteren DDR große Anstrengungen unternommen, trotz umfangreicher Zerstörungen und zu leistender Reparationslieferungen die Produktion möglichst schnell wieder aufzunehmen. Die Anlagen in Mitteldeutschland gingen alle wieder in Betrieb, das letzte stillgelegte Werk war 1990 das Hydrierwerk Zeitz.
Moderne Weiterentwicklungen des Bergius-Pier-Verfahrens sind das Consol-Verfahren, der Consol Energy Inc. sowie das H-Coal-Verfahren des Hydrocarbon Research Institute der University of Southern California. Diese Technologien wurden zwar in industriellen Demonstrationsanlagen getestet, konnten sich jedoch auf dem weltweiten Markt bisher nicht durchsetzen. Die einzig kommerziell erfolgreiche CtL-Anlage zur direkten Verflüssigung betreibt gegenwärtig China Shenhua Energy mit einer Produktionskapazität seit 2010 von jährlich 1,1 Millionen Tonnen (entspricht 6,9 Millionen Barrel) in der Inneren Mongolei.

### Fischer-Tropsch-Synthese
Im Jahr 1925 entdeckten Franz Fischer, damals Direktor am Kaiser-Wilhelm-Institut für Kohlenforschung, und sein Mitarbeiter Hans Tropsch eine Reaktion, die zu den wichtigsten im Bereich der heterogenen Katalyse zählt und deren wissenschaftliche, ökonomische und soziale Bedeutung noch heute sichtbar ist. In der Fischer-Tropsch-Synthese wird Synthesegas – eine Mischung aus Wasserstoff und Kohlenmonoxid, die sich neben Kohle aus praktisch allen kohlenstoffreichen Rohstoffen gewinnen lässt – in eine breite Produktspanne von linearen Kohlenwasserstoffen umgesetzt. Hierbei führt eine Oberflächenpolymerisierung auf Metallen, beispielsweise Kobalt, zu einer Produktverteilung, die von gasförmigen Alkanen bis zu Wachsen reicht.
Die Fischer-Tropsch-Synthese ist ein etabliertes, bereits in sehr großem Maßstab industriell eingesetztes Verfahren. Ausgehend von Kohlegas fand der Prozess ab dem Jahr 1936 industrielle Anwendung bei der Ruhrchemie AG in Oberhausen. Insgesamt entstanden bis 1943 in Deutschland neun Werke, die mit der Fischer-Tropsch-Technologie der Ruhrchemie arbeiteten. Das größte betrieb die Braunkohle-Benzin AG in Schwarzheide mit einem angestrebten Durchsatz von jährlich 180.000 Tonnen synthetischer Kraftstoffe. Dieses Synthesewerk produzierte auch nach dem Zweiten Weltkrieg in großem Umfang auf Basis der Fischer-Tropsch-Technologie bis zum Jahr 1972 weiter.
In anderen Ländern gelangte die indirekte Kohleverflüssigung nach 1945 gleichfalls an Bedeutung. Hervorzuheben sind Südafrika und die USA. Heutzutage steht die indirekte Kohleverflüssigung im Mittelpunkt des internationalen Interesses an CtL. Es existieren mehrere große Marktteilnehmer mit Kenntnissen im Bau von Fischer-Tropsch-Anlagen, insbesondere Sasol, Shell und China Shenhua Energy. Die gegenwärtig weltweit größte CtL-Anlage auf Grundlage der Fischer-Tropsch-Synthese wird von Sasol in Secunda (Südafrika) mit einer Jahreskapazität von 8,8 Millionen Tonnen flüssiger Kraftstoffe betrieben.

### Pott-Broche-Verfahren
Der Prozess ist eine Variation des Bergius-Pier-Verfahrens. Bei der Kohleextraktion nach Alfred Pott und Hans Broche werden trockenes Stein- oder Braunkohlegranulat mit Tetralin, Naphthalin und sauren Ölen (Kresole, Phenole) angeteigt, anschließend im Autoklaven bei 370 bis 430 °C und einem Druck von etwa 100 bar zu einem glänzenden, pechähnlichen Extrakt umgesetzt und anschließend hydriert.
Das Verfahren entwickelten die beiden Chemiker im Jahr 1927 in Mülheim an der Ruhr. Ende 1937 ging in Welheim bei Bottrop ein Steinkohle-Hydrierwerk im Bergius-Pier-Verfahren in Produktion, dem ab 1938 eine großtechnische Pott-Broche-Anlage vorgeschaltet war. Mit einem angestrebten Durchsatz von jährlich 26.000 Tonnen blieb die Anlage bis zu ihrer Zerstörung durch alliierte Luftangriffe im Jahr 1944 in Betrieb.
Auf Basis des Pott-Broche-Prozesses wurden in den USA der 1970er und 1980er Jahre das SRC-Verfahren (Solvent Refined Coal) und das EDS-Verfahren (Exxon-Donor-Solvent) entwickelt, wofür das Energieministerium der Vereinigten Staaten unter anderem in Baytown (Texas), Wilsonville (Alabama) und Fort Lewis (Washington)  den Bau riesiger Versuchsanlagen für die Verflüssigung sowohl von Steinkohle als auch Braunkohle finanzierte.
Gegenwärtig ist die Kohleextraktion nach Pott-Broche für die chemische Industrie nur von geringer wirtschaftlicher Bedeutung. Grundlagenforschung findet jedoch unverändert statt, beispielsweise in Deutschland an der 
TU Bergakademie Freiberg, wo die neueste Forschung die Reaktivextraktion von Braunkohle unter anderem mit Ethanol umfasst.

## Bedeutung
Infolge stark schwankender Erdölpreise gewinnt die Kohleverflüssigung seit Beginn des 21. Jahrhunderts weltweit wieder an Bedeutung. Moderne Hydrierwerke zur Kohleverflüssigung entstehen seit Beginn des 21. Jahrhunderts unter Anwendung verschiedener Technologien vor allem im asiatisch-pazifischen Raum. Federführend ist hierbei China. Aber auch andere Länder wie die USA, Russland, Kanada, Indien, Indonesien und Australien nutzen entsprechend verfügbare Potentiale.
Kommerziell sind beispielsweise die Kohleverflüssigungsanlagen in Südafrika hervorzuheben, die mit einer Produktion von 160.000 Barrel/Tag ungefähr ein Drittel des südafrikanischen Kraftstoffbedarfs decken. Dabei handelt es sich um drei von Sasol betriebene Fischer-Tropsch-Anlagen; die Errichtung einer vierten Anlage ist vorgesehen. Das Syntheseprodukt kann hier zu einem Preis von ca. 25 $/Barrel erzeugt werden. Entscheidend hierfür sind neben einer über Jahrzehnte ausgereiften Verfahrenstechnik unter anderem die niedrigen Kohleförderkosten in unmittelbarer Nähe des Standortes, die geringen Aufwendungen für den Aufschluss sowie geringe Entschädigungen für Bergschäden, keine Devastierung von Ortschaften, kein Untertagebau, niedrige Lohnkosten, insbesondere aber die hervorragende Elementarzusammensetzung der Kohleart. Ähnliche Voraussetzungen sind in mehreren Ländern gegeben.
In der Volksrepublik China gibt es neben der direkten CtL-Anlage in der Inneren Mongolei indirekte Kohleverflüssigungsanlagen in den Provinzen Ningxia und Shaanxi. Letztgenannte Anlagen haben eine Kapazität von jeweils 80.000 Barrel/Tag (ca. 12.720 m3/Tag) und arbeiten mit der Technologie der südafrikanischen Firma Sasol. In Australien plant Monash Energy, eine Kooperation von Anglo American und Shell, ein langfristig angelegtes Großprojekt, das einen neu zu erschließenden Kohleabbau, Kohleverflüssigung und CO2-Sequestrierung umfasst und schließlich ungefähr ein Viertel des australischen Kraftstoffbedarfs liefern soll.
Die Kosten der Kohleverflüssigung liegen derzeit bei 25–45 US-$ je Barrel Öläquivalent. Damit waren die Verfahren der Kohleverflüssigung bei den Erdölpreisen von 2010 wettbewerbsfähig, bei den Preisen von 2016 nicht mehr, hingegen seit 2021 in mehreren Ländern wieder wirtschaftlich höchst interessant.
Davon abgesehen können strategische Überlegungen eine Rolle spielen. Die amerikanische Luftwaffe (USAF) startete 2006 Testflüge mit B-52-Bombern, die teilweise durch synthetischen Kraftstoff angetrieben werden. Das Ziel ist dabei die Verringerung der Abhängigkeit der Landesverteidigung von Ölimporten. Aktuell wird in den USA unter anderem an einer Anlage für 18.000 Barrel Benzin pro Tag in Mingo County, West Virginia, gearbeitet.
Vorangetrieben wird die Entwicklung in Ländern der APEC, auf die bereits im Jahr 2018 ein Marktanteil von mehr als 45 Prozent der weltweit produzierten synthetischen Kraftstoffe entfiel. Analysten gehen davon aus, dass der weltweite Markt für Kohleverflüssigungsanlagen zwischen 2018 und 2025 um 4,2 Prozent wächst und die CtL-Produktion bis 2026 ein Wirtschaftsvolumen von 5,8 Milliarden US-Dollar erreicht. Ferner wird der CtL-Produktion für den Zeitraum von 2022 bis 2031 eine Wachstumsrate von 8,7 Prozent und ein Wirtschaftsvolumen von 7,7 Milliarden US-Dollar prognostiziert.